# Schloss Heiligenstedten

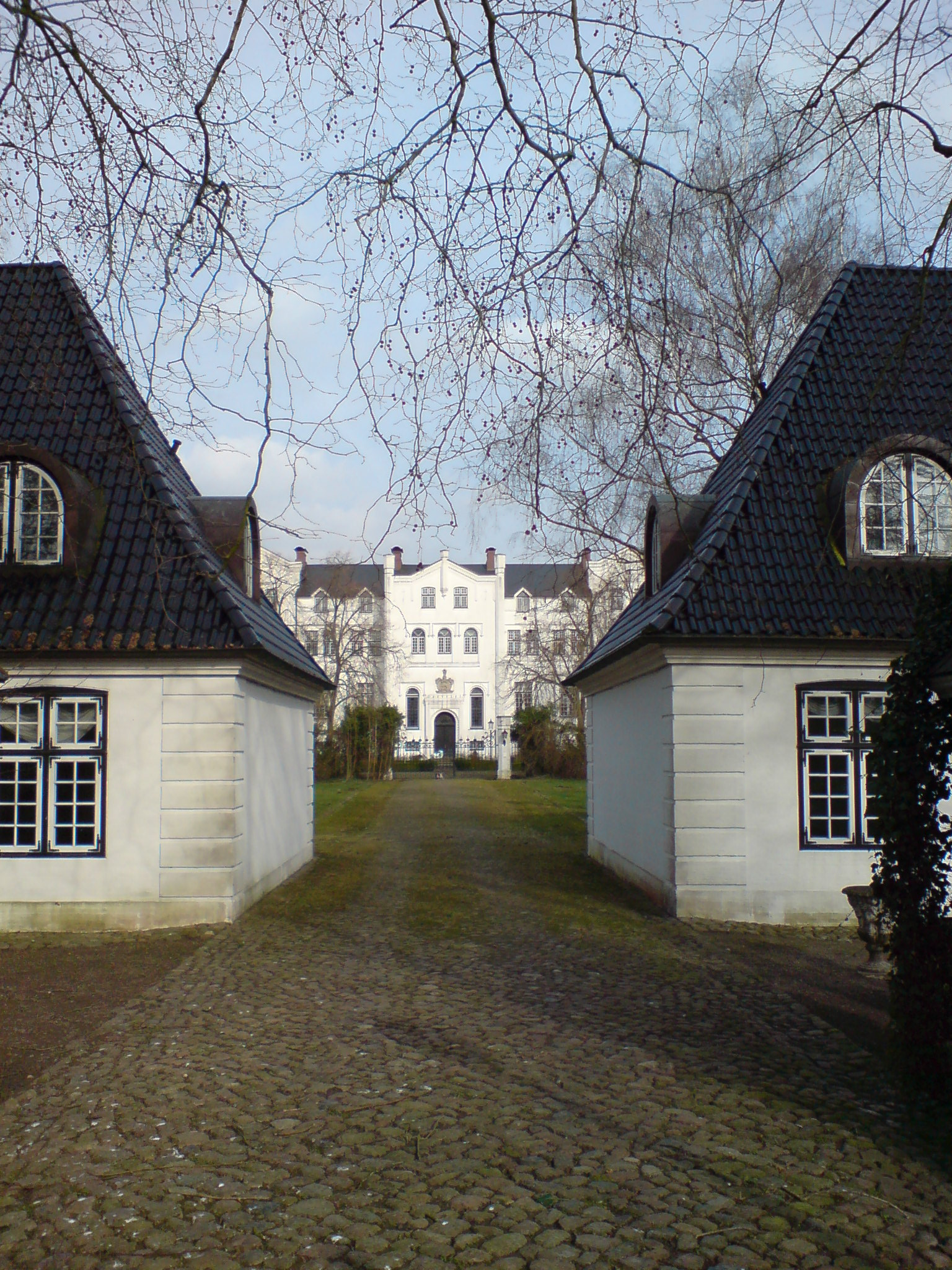
Blick am Wirtschaftsgebäude und der Orangerie vorbei zum Schloss Heiligenstedten

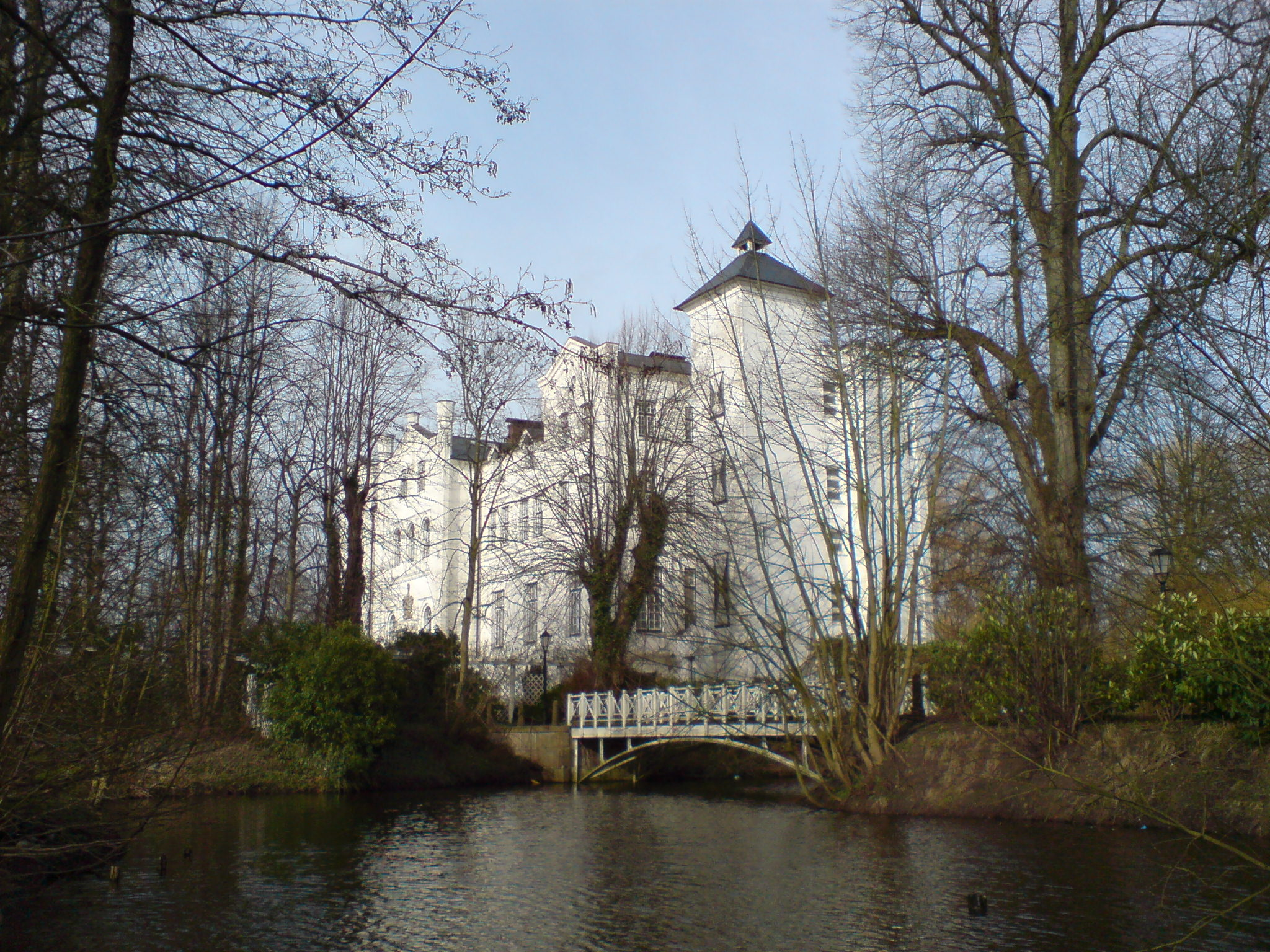
Blick durch die Gartenanlagen auf das Herrenhaus

Das Schloss Heiligenstedten in Heiligenstedten bei Itzehoe in Schleswig-Holstein ist der Mittelpunkt eines früheren Adeligen Gutes. Obwohl nach dieser Definition eigentlich ein Herrenhaus, hat sich für das Bauwerk in der Allgemeinheit seit geraumer Zeit die Bezeichnung eines Schlosses durchgesetzt. Der Bau gründet auf einem befestigten Herrensitz des 16. Jahrhunderts im Störgebiet.

## Geschichte

### Vorgeschichte
Die Ländereien um das Schloss gehörten im Spätmittelalter der Familie von Krummendiek. Im 16. Jahrhundert ging der Besitz an die Rantzaus, die bereits in der nicht weit entfernten Breitenburg residierten, und schon kurz darauf an die Familie Ahlefeldt, die wie die Rantzaus zu den Equites Originarii des Landes gehörten. 1583 ließ Balthasar von Ahlefeldt durch den Baumeister Franz von Roncha ein erstes Herrenhaus im Stil der Renaissance errichten. 1691 ging das Gut an die Familie Blome, in deren Besitz es bis 1926 blieb.
1717 wurde ein neues Herrenhaus gebaut, das bei einer Sturmflut 1756 schwer beschädigt wurde. Ab 1769 ließ Otto von Blome (1735–1803) einen weiteren Neubau im Stil des Spätbarock errichten. Dieser Bau bildet auch heute noch den Kern des Hauses, das von 1851 bis 1853 im annähernd neugotischen Stil überformt wurde. Der alte Grundriss wurde dabei weitgehend beibehalten und die Veränderungen vor allem an den Fassaden ausgeführt.
Zum Schloss, das sich auf einer rechteckigen Insel an einer Störschleife befindet, gehörte einst ein Landschaftspark nach englischem Muster. Dieser ist heute jedoch nach einer Deicherweiterung zu einem großen Teil in der umgebenden Landschaft aufgegangen. Ein weiterer Bereich des Parks wurde einer großen Reithalle geopfert. Der Hauptfassade mit dem Rest der Gartenanlage sind verschiedene Nebengebäude vorgelagert, die einst als Wirtschaftshaus und Orangerie dienten.
Ein unter Denkmalschutz stehender Obelisk befindet sich am Ende der Schlossstraße und am südlichen Ende des Schlossparks in Heiligenstedten. Der Obelisk am inneren Deichfuß der Stör wurde 1796 von Otto Blome I. (1735–1803) zur Erinnerung an seinen 1784 verstorbenen Bruder Wulf Blome (1728–1784) errichtet. Der etwa zwölf Meter hohe Obelisk besteht aus einer Vielzahl von Quadern. Ein Hund ziert diese Skulptur. Die Bedeutung dieses Tieres liegt im Dunkeln. Erwin Papke schreibt dazu: „Wegen der inzwischen verwitterten Hundeabbildung hatte sich die Legende von einem Hund gebildet, der dem Herrn das Leben gerettet haben soll. Dem ist jedoch nicht so, denn die nicht mehr leserliche Inschrift sollte an Wulf Blome (1728–1784) aus Rantzau erinnern“.

### 20. Jahrhundert
1926 veräußerte die Familie Blome den Besitz an das Land Schleswig-Holstein. Das Mobiliar und die Bibliothek des Schlosses wurden versteigert und gelangten zum Teil in das Husumer Schloss. Bis 1939 diente das Haus als Heim für schwer erziehbare Jugendliche. Zu Beginn des Zweiten Weltkrieges wurde es vorübergehend zum Lazarett umfunktioniert, diente aber während des Krieges wieder als Erziehungsheim. Nach Ende des Krieges nahm es, wie viele andere der Landschlösser Schleswig-Holsteins, Flüchtlinge aus den Deutschen Ostgebieten auf. Seit 1958 diente es dann als Altersheim und behielt diese Funktion bis zur Auflösung des Heims 1987.
Nach der Sturmflut 1962 wurden fast alle Deichsiele im Heiligenstedtener Stördeich stillgelegt und verfüllt; das Siel für den Schlossgraben wurde hingegen durch ein gusseisernes Siel mit Schieber ersetzt.
1988 wurde das Schloss besetzt. Dem darauf entstehenden Verein wurde zeitweise ein Teil des Geländes zur Nutzung überlassen. Durch die Presse wurde ein privater Investor auf das Gelände aufmerksam, an den das Land Schleswig-Holstein durch die damalige Finanzministerin des Landes, Heide Simonis, das Schloss gegen einen symbolischen Preis von DM 10.000 verkaufte.
Das Schloss wurde bald darauf an einen anderen Investor verkauft und ein umfangreiches, gastronomisches Konzept entwickelt. Das Herrenhaus wurde bis 1994 vollständig saniert und zu einem Schlosshotel umgestaltet. In den Nebengebäuden wurden verschiedene Restaurants eingerichtet und ein Trainingszentrum für Sportpferde sollte als weiterer Anziehungspunkt dienen. Das Projekt scheiterte jedoch unter anderem an Meinungsverschiedenheiten zwischen den Betreibern und der Gemeinde Heiligenstedten, aber auch, da die erwarteten Besucherzahlen ausblieben. Gegenwärtig wird für die überschuldete Anlage ein neuer Käufer gesucht. Das Schloss befindet sich rechtlich in Privatbesitz und ist nicht für Besucher zugänglich.

## Eigentümer des Schlosses Heiligenstedten
| Zeitraum   | Eigentümer |
| ---------- | --- |
| 15. Jahrh. | Burchard Krummendiek |
| 1515       | Burchards Witwe Katharina Krummendiek |
| 1523       | Katharinas Tochter Heilwig, verheiratet mit Christoph von Ahlefeldt. |
| 1579       | Balthasar von Ahlefeldt (1559–1626), verheiratet mit einer Tochter von Heinrich Rantzau, der im Jahre seiner Hochzeit 1583 ein neues Schloss durch den italienischen Baumeister Franz von Rocha bauen ließ. |
| 1639       | Witwe von Detlev von Rantzau, Adelheit Benedicta Rantzau, geb. Blome. |
| 1647       | Benedict von Ahlefeldt |
| 1651       | Heinrich von Ahlefeldt |
| 1647       | Detlev von Ahlefeldt |
| 1691       | Generalmajor Otto Rantzau zu Putlos |
| 1697       | Witwe von Otto Rantzau, Adelheit Benedicta Rantzau, geb. Blome († 1739). |
| 1717       | Neubau Herrenhaus |
| 1741       | Großneffe Christopher Blome (1691–1743) kauft das Schloss aus der Konkursmasse. |
| 1754       | Sohn von Christopher Blome, Otto Blome I (1735–1803) |
| 1756       | durch Sturmflut in Mitleidenschaft gezogen |
| 1769       | Neubau mit zwei gleichen Häusern für Wohnungen und Ställen durch Architekt Henri Jardin. |
| 1803       | Neffe von Otto Blome I, der erste Lehngraf (ab 1819) Otto Blome II (1770–1849) |
| 1849       | Neffe Baron Adolf Blome I (1798–1875), ließ in den Jahren 1851–1853 den 1769 errichteten Bau durch den Baumeister J. E. Mose in neugotischer Form völlig umgestalten. Ein Stockwerk hinzugefügt, die Seiten des Haupthauses verlängert. |
| 1875       | Sohn Baron Otto Blome III (1831–1901) |
| 1901       | Sohn Baron Adolf Blome II (1863–1937) |
| 1926       | Provinz Schleswig-Holstein, genutzt als Landerziehungsheim |
| 1934       | Landesfürsorgeheim |
| 1935       | Landesschulheim |
| 1936–1939  | Heim für geistig Behinderte |
| 1940       | Lazarett danach Landesjugendheim |
| 1958–1987  | Schloss und die vorgelagerten Gesindehäuser werden als Alten- und Pflegeheim genutzt |
| 1989–2020  | Grafikdesigner und Architekturdesigner Manfred Milz und Ehefrau Ingrid sanierten in 4-jähriger Bauzeit das Herrenhaus (Schloß Heiligenstedten) mit zwei Torhäusern, in den Torhäusern entstand eine Restaurant mit einem Hotel. Des Weiteren errichteten sie eine Reithalle für den Turniersport inkl. Casino, 3 Dienstwohnungen und 49 Pferdeboxen. Das Gesamtinvestment betrug ca. DM 30 Millionen eigenes Kapital und wurde ohne Zuschüsse des Landes SH ausgeführt. Sie entwickelten auch von 1991 bis 1996 das Baugebiet am Schloßpark mit ca. 50 Wohneinheiten. |